# Roberto Mancini
Roberto Mancini (født 27. november 1964) er en italiensk fodboldtræner og tidligere fodboldspiller, som senest var træner for Inter Milan, indtil han blev fyret i august 2016. Efter han blev fyret i Manchester City grundet dårlige resultater, stod han i en kort periode uden nogen kontrakt. Men omkring d. 20 september sagde den tyrkiske trænerlegende Fatih Terim op i Galatasaray, og d. 29/09/2013 blev Roberto Mancini præsenteret som ny træner i Galatasaray. Den 14 november 2014 sagde Mancini overraskende ja til at vende retur til sin gamle klub Inter Milan, hvor han skulle overtage trænerjobbet fra Walter Mazzarri.